# Mieczysław Woronowicz
Mieczysław Woronowicz (ur. 25 marca 1912 w Kozarynie, powiat brasławski, zm. 12 kwietnia 1979 w Szczecinie) – kapitan Armii Krajowej, kawaler Krzyża Srebrnego Orderu Wojennego Virtuti Militari.

## Życiorys
Syn Ignacego (właściciela ziemskiego) i Heleny z domu Danilewicz. Absolwent Prywatnego Gimnazjum im. Stefana Batorego w Druji (1932). W latach 1932–1933 odbył w Różanie Kurs Unitarny Szkoły Podchorążych Piechoty, a następnie (w latach 1933-1935) kształcił się w Szkole Podchorążych Piechoty w Ostrowi-Komorowie. Mianowany podporucznikiem z dniem 15 sierpnia 1935 i 86. lokatą w korpusie oficerów piechoty oraz przydzielony do 25 pułku piechoty z Piotrkowa Trybunalskiego na stanowisko dowódcy plutonu w kompanii strzeleckiej. Następnie dowódca plutonu w 2 kompanii ckm tegoż pułku. Do rangi porucznika awansowany z dniem 19 marca 1939 i 97. lokatą. Ukończył kurs dla dowódców kompanii w rembertowskim Centrum Wyszkolenia Piechoty. W trakcie kampanii wrześniowej dowodził 6 kompanią w II batalionie 25 pułku piechoty. Walczył pod Częstochową, Złotym Potokiem i Iłżą. Uniknął niewoli i powrócił do Piotrkowa Trybunalskiego .
W konspiracji od listopada 1939 - w Służbie Zwycięstwu Polski, Związku Walki Zbrojnej i Armii Krajowej. Zajmował stanowiska komendanta Obwodu Wieluń SZP-ZWZ (styczeń 1940 - październik 1941), komendanta Obwodu Łódź-Powiat ZWZ-AK (październik 1941 - sierpień 1943) oraz komendanta Inspektoratu Rejonowego Łódź AK (wrzesień 1943 - wrzesień 1944). Awansowany do stopnia kapitana służby stałej z dniem 11 listopada 1942. W następstwie zdrady mjr. Bronisława Majewskiego „Dziadka” został aresztowany przez łódzkie Gestapo w dniu 5 września 1944 i po śledztwie wywieziony do obozu w Oświęcimiu. Po uwolnieniu, wiosną 1945, powrócił do Łodzi. Tu został aresztowany przez NKWD. Więziony w Poznaniu, Wronkach i Rawiczu, po czym przekazany (w październiku 1945) funkcjonariuszom Ministerstwa Bezpieczeństwa Publicznego. Osadzony w więzieniu mokotowskim, został zwolniony 5 listopada 1945. Za czyny dokonane w okresie służby w Armii Krajowej odznaczony został w dniu 1 stycznia 1945 Krzyżem Srebrnym Orderu Virtuti Militari .
Po formalnym ujawnieniu się przed Komisją Likwidacyjną ds. Armii Krajowej został zweryfikowany w randze majora ze starszeństwem od 1 stycznia 1945. Na początku 1946 wyjechał z rodziną do Jeleniej Góry i podjął pracę w Jeleniogórskich Zakładach Papierniczych. W 1949 przeniesiony służbowo do Szczecina, uczestniczył w uruchomieniu tamtejszej Fabryki Celulozy i Papieru, a następnie został w niej zatrudniony na stałe. Na emeryturze od końca lat siedemdziesiątych XX w. Członek szczecińskiego oddziału Związku Bojowników o Wolność i Demokrację, przez Ministerstwo Obrony Narodowej awansowany do stopnia podpułkownika w stanie spoczynku. Zmarł w Szczecinie i spoczął na cmentarzu parafialnym w Przytocznej koło Skwierzyny .
Żonaty z Haliną z domu Górską, z którą miał córkę Ewę oraz synów Marka i Krzysztofa.

## Odznaczenia
- Krzyż Srebrny Orderu Wojennego Virtuti Militari Nr 13195
- Krzyż Walecznych
- Srebrny Krzyż Zasługi z Mieczami
- Brązowy Krzyż Zasługi[4]
- Krzyż Partyzancki